# Strada principale 1
La strada principale 1 (H1; in tedesco Hauptstrasse 1; in francese route principale 1) è una strada principale della Svizzera. È un importante asse est-ovest e collega Ginevra a Kreuzlingen.